# Humani Generis Redemptionem
 Humani Generis Redemptionem  è un'enciclica di papa Benedetto XV, datata 15 giugno 1917, e dedicata al tema della necessità della predicazione degli insegnamenti cristiani e dell'idoneità dei predicatori.

## Argomenti
I. L'annuncio della Parola
1. La predicazione prosegue l'opera della redenzione

II. Cause di inefficacia
1. Non si deve predicare senza mandato
2. Chi può essere ammesso a predicare
3. Il fine e le forme della predicazione
4. Intenzioni dei falsi predicatori

III. Condizioni per predicare
1. La scienza necessaria
2. Disponibilità senza condizioni
3. Dottrina e pietà
4. Predicare tutta la verità e tutti i precetti
5. Non serve la sapienza del mondo